# Медикоптер 117 — Сваки живот се рачуна
Медикоптер 117 — Сваки живот се рачуна немачка је серија у продукцији МР филма, која је снимана за РТЛ и ОРФ између 1997. и 2002. године. Радња серије приказује ризичне мисије два спасилачка хеликоптерска тима.

## О серији
Серија је снимана на хелиодрому у Санкт Јохану у Понгауу у Аустрији. Бројне локације у серији су региони Понгау, Пинцгау и Лунгау, као и други делови Аустрије и јужне Баварске. Хелиодром је у власништву фирме Heli Austria GmbH али је уместо њега изграђен нови са већим хангаром.